# ایپرودیون
ایپرودیون (به انگلیسی: Iprodione) یک ترکیب شیمیایی با شناسه پاب‌کم ۳۷۵۱۷ است. که جرم مولی آن ۳۳۰٫۱۶۶۶۲ g/mol می‌باشد. 